# كاثرين ليلي
كاثرين ليلي (بالإنجليزية: Kathryn Lilley)‏ هي كاتِبة أمريكية، ولدت في 22 أبريل 1956.